# Haiove, Kozeleț
Haiove (în ucraineană Гайове) este o comună în raionul Kozeleț, regiunea Cernihiv, Ucraina, formată numai din satul de reședință.

## Demografie
Componența lingvistică a comunei Haiove
     Ucraineană (96,64%)
     Rusă (3,03%)
     Alte limbi (0,08%)
Conform recensământului din 2001, majoritatea populației comunei Haiove era vorbitoare de ucraineană (96,64%), existând în minoritate și vorbitori de rusă (3,03%).